# Philibert Delorme
Philibert de l'Orme (även skrivet Delorme), född 1512 i Lyon, död 8 januari 1570 i Paris, fransk arkitekt.
Delorme fick efter studier i Italien en rad uppdrag i Frankrike, varigenom han blev en av huvudledarna för introduktionen av renässansen i landet. Han ledde för Frans I under många år slottsbyggena vid Fontainbeau och Saint Germain, och började för Katarina de' Medici uppföra Tuilerierna, byggde åt Diane de Poitiers slottet Anet, med flera byggen. 
Han är även känd genom sina litterära arbeten, Nouvelle invention pour bien bastir (1561) och Architecture (1568).
Delormes verk finns knappt bevarade annat än i fragment. Sin mest bestående insats gjorde Delorme som arkitekturteoretiker, han skall ha bidragit till att den italienska dominansen bröts till fransk favör.